# Ижорские заводы
Ижо́рский заво́д (ПАО «Ижорские заводы») — российское предприятие тяжёлого машиностроения. Находится в городе Колпино (в составе города федерального значения Санкт-Петербурга).
В номенклатуре предприятия — оборудование для атомной энергетики (в том числе корпуса ядерных реакторов) и нефтехимического комплекса, металлургические полуфабрикаты из сталей со специальными свойствами, мостовые и дорожные металлоконструкции, сварочные электроды и флюсы. В 2009 году на предприятии было занято около 8 тыс. сотрудников.

## История

### Возникновение завода
В 1710 году на реке Ижоре по приказу князя Меншикова возвели плотину и вододействующую пильную мельницу для распиловки леса, идущего на строительство кораблей.
Новая пильная мельница, заложенная в 1722 году на месте, определённом указом Пётра I от 22 мая 1719 года, положила начало развитию появившихся вскоре при ней производств — железных, медных, якорных и молотовых заводов, приписанных к Адмиралтейству, поэтому называется «Адмиралтейские Ижорские заводы». С момента основания был государственным предприятием.
Сначала дело ограничивалось только пилкой леса, но потом для флота потребовались разнородные изделия. Таким образом, в 1760 году устроен был кирпичный завод, в 1770 году построено 7 пильных амбаров, завод для починки якорей, молотовой амбар для сплавки и ковки железа, мукомольная и толчея, приготовляющая цемент к постройке кронштадтского канала. В 1781 году выписана из Англии плющильная машина для изготовления медных и железных листов и построены две печи для нагревания медных листов, десять горнов для ковки гвоздей и мелких кузнечных вещей, каменная литейная и устроен мост через Ижору.

«§ 1057. Колпино, также Колпинское село, при Ижоре, в 8 верстах выше её устья, в 26 верстах от Санкт-Петербурга, есть большое село с прекрасною каменною церковью и 2 высокими башнями. Оно имеет примечания достойные заводы Кронштатского Адмиралтейства, для которых изо всей Ижоры помощию плотины сделано озеро. Заводские строения суть деревянные и старые, ныне же срываются и строятся каменные. Здесь есть: шесть голландских пильных мельниц; шесть цементных мельниц, каждая с шестью ступами, помощью коих толкут кирпич и просеивают через большие железные решёта (для смешивания оного при водяном строении с цементом); якорная и другая кузница для крупных работ с рычагами; простая кузница со многими горнами; литейный дом для железа и меди на дроги, колёса, оси, медные доски и пр.; мастерская для медников; медная молотовая и разные меньшие учреждения. Все сии заведения управляются конторою адмиралтейства и имеют под смотрением одного английского и одного немецкого мастера около 300 работников, которые из негодных рекрутов берутся. Произведения заводов нагружаются пониже оных на барки и перевозятся таким образом в Кронштат. 1794 год.»

### Завод в XIX — начале XX веков
Начиная с 1800 года, после издания специального указа о расширении лесных угодий, приписанных Ижорскому заводу, последний вступает в полосу чрезвычайного подъёма и роста. Вместо примитивных деревянных построек начинается строительство каменных зданий мастерских и цехов. В это время на заводе работали 823 человека.
В 1803 году в рамках технического перевооружения на базе старого завода создан машиностроительный завод.
В 1803—1804 годах по проекту шотландского архитектора Василия Гесте была построена заводская контора, она стала одним из первых сооружений плана реконструкции завода. Кроме того, Гесте проектировал здания мастерских, которые строились по плану реконструкции. Для технических нужд Гесте совместно с К. К. Гаскойном также была построена каменная заводская плотина на реке Ижора.
На предприятии строились первые в России землечерпательные снаряды, колёсные пароходы, судовые машины. В 1818 году, впервые в России, был создан колёсный военный корабль «Скорый», оборудованный вертикальной паровой машиной. В 1832 году впервые в России на заводе была построена паровая машина с кривошипно-шатунным механизмом для военного парохода «Геркулес».
С середины XIX века Ижорские заводы становятся основным поставщиком брони для российского флота и береговых укреплений. На заводе осваивается строительство миноносок и миноносцев. С 1878 по 1900 год было построено 19 миноносцев, в том числе один — на нефтяном топливе; пять тральщиков.
| Начальники Ижорского завода | Начальники Ижорского завода |
| Даты                        | Начальник                   |
| --------------------------- | --------------------------- |
| 1803—1806                   | К. К. Гаскойн               |
| 1806—1856                   | А. Я. Вильсон               |
| 1856—1863                   | К. И. Швабе                 |
| 1863—1872                   | И. И. Зарубин               |
| 1872—1887                   | Л. Ф. Гадд                  |
| 1887—1892                   | В. Ф. Геймбрук              |
| 1892—1894                   | Н. А. Быков                 |
| 1894—1895                   | Ф. Х. Гросс                 |
| 1895—1918                   | И. Н. Воскресенский         |

### Советский период завода
Рабочие завода активно участвовали в революционном движении. В ночь с 24 на 25 октября (с 6 на 7 ноября) 1917 года с Ижорского завода в распоряжение Военно-революционного комитета было направлено 17 броневиков. Однако взаимоотношения с Советской властью были далеко не безоблачными. 9 мая 1918 года красногвардейцы расстреляли рабочих Ижорского завода, протестующих против политики большевиков.
В 1919 году ижорские рабочие батальоны защищали Петроград от наступления армии Юденича.
В 1920-е годы главным инженером завода являлся А. Н. Фарфурин — крупнейший отечественный специалист по корабельной броне и технологии её производства.
В 1933 году на Ижорском заводе создаётся Центральная Броневая лаборатория № 1 (ЦБЛ-1). Руководитель лаборатории — Завьялов Андрей Сергеевич. Её задачи:
- создание научно-обоснованных процессов получения брони в массовом производстве
- разработка новых марок броневых сталей для военных кораблей, танков, авиации, пограничных укреплений и т. п.

В числе сотрудников лаборатории — Данилевский О. Ф., Делле В. А., Смоленский С. И., Капырин Г. И. и др. В 1939 году на базе ЦБЛ-1 образован ЦНИИ Металлургии и брони (ЦНИИ-48).
За годы довоенных пятилеток (1929—1940) на заводе были изготовлены первые советские блюминги, выпускались кривошипные и эксцентриковые прессы для автомобильных и тракторных заводов, налажено производство крупных поковок.
Во время Великой Отечественной войны из рабочих завода был сформирован Ижорский батальон, о котором позже сняли кинофильм. В 1941—1944 годах бойцы батальона в рядах Красной Армии героически сражались на подступах к Ленинграду. Ижорский завод производил корпуса танков, бронеавтомобили, боеприпасы, бронеколпаки для ДОТов и др.
После войны на заводе построены новые металлургические, реконструированы и расширены механосборочные цеха, выпущены высокопроизводительные автоматизированные прокатные станы, налажено производство энергетического оборудования, создано более 100 видов новых технически совершенных машин и изделий. В 1970 году объём производства возрос более чем на 50 % (по сравнению с 1965 годом).
Завод награждён двумя орденами Ленина (1940 и 1971) и орденом Трудового Красного Знамени (1947).

### Недавнее прошлое
В 1992 году проведено акционирование предприятия. В 1998 году ОАО «Ижорские заводы» вошло в состав российской корпорации «Объединённые машиностроительные заводы» (Группа ОМЗ).
В 2006 году ОМЗ начала подготовку к реализации Федеральной целевой программы «Развитие атомного энергопромышленного комплекса России на 2007—2010 годы и перспективу до 2015 года», при поддержке городских властей выкупая земли завода и расторгая договоры с арендаторами. Из 670 га территории «Ижорских заводов» в Колпино 420 га занимали 138 сторонних предприятий, не имеющих никакого отношения к ОМЗ: 67 — собственники промышленных объектов и сооружений, 40 — арендаторы, 31 — подрядчики. Входит в Союз производителей нефтегазового оборудования.
В 2007 году «Росатом» пытался выкупить Ижорский завод и включить его в состав своей компании «Атомэнергомаш», однако сделка не состоялась.
В январе 2009 года номинальным держателем контрольного пакета ОАО «Ижорские заводы» стал Сбербанк России. В настоящее время основным акционером является ОАО «ОМЗ», напрямую владеющее 75,44 % акций предприятия (2014). Передача акций состоялась ещё в конце 2007 года в качестве обеспечения по кредиту на сумму 2,38 млрд рублей.
В дек 2019 началась процедура поглощения Иж. Заводов со стороны Атомэнергомаш — машиностроительного дивизиона ГК Росатом, завершившаяся в авг 2022 года.
В результате в ГК РА вошли как собственно сами ИЗ, так и сопутствующие предприятия, бывшие ранее в составе ОМЗ: Спецсталь, ИжораРемСервис, ТК-НТЦ «Ижора» и УК «Бизнес-парка Ижора», управляющая всей пром.площадкой ИЗ.
- Здание заводоуправления завода

- Ижорский завод
- Доска почёта завода.
- Доска почёта завода
- Главная проходная завода

- Музей Ижорского завода

## Флаг завода
Завод имеет свой флаг, напоминающий нынешний российский государственный. Флаг был пожалован в 1908 году Высочайшим повелением императора Николая II с формулировкой «за заслуги перед Россией».
В связи с несоответствием флага предприятия содержанию статьи 8 Конституционного закона «О государственном флаге Российской Федерации», в 2007 году председатель Геральдического совета при Президенте Российской Федерации — государственный герольдмейстер Георгий Вадимович Вилинбахов подтвердил право «Ижорских заводов» использовать дальше флаг предприятия, который является его неотъемлемым историческим достоянием.

## Названия
Жизнь завода неразрывно связана с жизнью страны, поэтому смены эпох отражены и в смене его названий:
- «Адмиралтейские Ижорские заводы» — в эпоху Российской империи — до 1906 г. — далее «просто» «Ижорские заводы» без «Адмиралтейские»
- Объединение «Ижорский завод им. А.А. Жданова» — в советское время;
- ОАО (ПАО) «Ижорские заводы» — после распада СССР (с конца 1990-х — в составе группы ОМЗ-Объединённые машиностроительные заводы (группа «Уралмаш-Ижора»)
- Филиал АО ИК «АЭМ-технологии» — «АЭМ-Ижора» — с 2022 года (после вхождения в Атомэнергомаш ГК Росатом)

## Деятельность
Завод участвует в постройке АЭС «Аккую». С марта 2019 по 2021 год на заводе производился компенсатор давления реактора для энергоблока № 2 электростанции.
В январе 2022 года компенсатор доставлен на место строительства электростанции.
Производится оборудование для многих АЭС, в том числе АЭС Сюйдапу (Китай), АЭС Куданкулам (Индия), Тяньваньской АЭС (Китай), Курской АЭС-2.
Также производится оборудование для заводов нефтепродуктов и нефтеперерабатывающих комплексов, в том числе для Новошахтинского завода нефтепродуктов, комплекса нефтеперерабатывающих и нефтехимических заводов Танеко (Татнефть), Московского НПЗ.

## Сотрудники

### Директора
- Виктор Степанович Шевченко — генеральный директор (2008—2010)
- Равиль Алимджанович Урусов — генеральный директор (2010 — июнь 2011)
- Игорь Александрович Тимофеев — генеральный директор (2011 — осень 2013)
- Олег Владимирович Урнев — генеральный директор (осень 2013 — дек 2015)
- Александр Юрьевич Шарапов — генеральный директор (дек 2015 — дек 2017)
- Юрий Степанович Гордиенков — генеральный директор (весна 2018 — янв 2022)
- Антон Юрьевич Лебедев — директор Филиала АЭМ-Ижора (после вхождения в ГК Росатом в 2022)